# アレクサンドラ・アレクサンドロヴナ
アレクサンドラ・アレクサンドロヴナ（ロシア語: Александра Александровна, 1842年8月30日 - 1849年7月10日）は、ロシア皇帝アレクサンドル2世と皇后マリヤ・アレクサンドロヴナの第1子、長女。ロシア大公女の称号を有した。髄膜炎により6歳で夭折した。

## 生涯

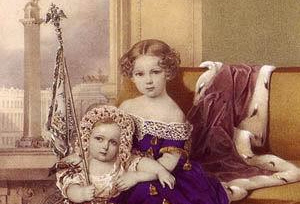
アレクサンドラ大公女と弟のニコライ大公

1842年8月30日に誕生。アレクサンドラが生まれたとき、父はまだ祖父ニコライ1世のツェサレーヴィチであった。家族からは「リナ」または「サシェンカ」と呼ばれ可愛がられたが、1849年7月10日にアレクサンドラは急死した。第1子にして長女の死にその時の両親の嘆きは深いものだった。

## 死後
1853年に次女（アレクサンドラの長妹）マリア・アレクサンドロヴナが生まれたとき、両親は再び幼い娘を失うことを非常に恐れたという。
1860年代、アレクサンドラ・イオシフォヴナ大公妃が主催した降霊会で、アレクサンドラの幽霊が祖父ニコライ1世の幽霊と一緒に現れたとされる。皇帝と宮廷はこの時期、心霊主義に熱中していた。ある降霊会では、テーブルが数センチ浮かび、くるくる回りながら「神よツァーリを護り給え」を歌い始めた。皇帝アレクサンドル2世と他の出席者たちは、皇帝がアレクサンドラ大公女の幽霊の指に触ったと主張していた。

## 「アレクサンドラ」と19世紀後半のロマノフ家
ロマノフ家では19世紀後半、アレクサンドラと名付けた女の子は子供時代か十代のうちに死ぬと考えられるようになったと言われる。アレクサンドラという洗礼名の皇后や大公妃の産んだ娘はいたが、彼女たちはなぜか母親に因むアレクサンドラの名前を与えられなかった。これは、アレクサンドラという名前の母親から生まれていても、その名前を娘が受け継ぐのは不吉だという考えがロシア皇族たちにあったためと思われる。アレクサンドラ・パヴロヴナ、アレクサンドラ・ニコラエヴナ、アレクサンドラ・ゲオルギエヴナといった皇族女性たちも、いずれも20歳になるかならないかで、非常に若くして亡くなっている。